# Nils Holmdahl
Nils Göran Christer Holmdahl, född 26 januari 1950, är en svensk idrottstränare och författare.

## Utbildning till tränare
Nils Holmdahl fick sin första tränarutbildning av Valdur Polding och Rolf Gustavsson i Göteborg. Han fick specialinstruktörsutbildning i friidrott i början av 1970-talet av den internationellt erkände instruktören Gustaf ´Gusti´ Laurell. I fem decennier har Holmdahl deltagit i eller varit inbjuden föreläsare på nationella och internationella kurser och konvent. Holmdahl har ansvar för träningsplanering, leder träningen, ansvarar för formtoppning och tester samt analyser.
Den ryske idrottsprofessorn Yuri Verkhoshanski (1928–2010) gav Holmdahl privatutbildning år 2001–2004 i plyometrisk träning och specialstyrketräning. 
Under 2022 blev Nils invald som hedersmedlem i Svensk Förening för Fysisk Aktivitet och Idrottsmedicin.
Nils skrev på kontrakt för Örebro Volley Damer under våren 2025.

### Tränare för klubbar och landslag
- Mölndals AIK Friidrott (1970–1984)
- IK Vikingen Friidrott (1984–1986)
- Ludvika FFI Friidrott (1977–1988)
- Örebro Volley Damer (1993–2011)
- Damlandslaget Volleyboll (1997–1999, 2004–2009)
- Herrlandslaget Volleyboll 2007–2011)
- Damlandslaget Basket (2000–2002)
- Simhoppslandslaget (1998–2004)
- Engelholm Volley Damer (2004–2006)
- ÖSK Handboll Damer (2008–2012)
- Örebro Hockey Herrar (2009–2010)
- KIF Örebro Fotboll Damer (2004–2006)
- Linde Volley Damer (2012–2014)
- KFUM Örebro Friidrott (2013–2021)
- IFK Örebro Handboll Damer (2021 - 2023)
- Örebro Volley Damer (2025-)

### Karriär som tränare
- SM-guld i stafett 4x100 m damer 1975 samt Nordiskt Ungdomsrekord i stafett 4x100 m
- Örebro Volley Damer 10 SM-guld och kvartsfinal i Europacupen
- Personlig tränare för simhopparen Anna Lindberg, placering 5 i OS-finalen 2000 i Sidney
- ÖSK Handboll Damer. Avancemang från division 2 till Elitserien
- Personlig tränare för sprintern Elin Östlund, Örebro. Två gånger i semifinal 60 m i Europamästerskapen inomhus, Diamond League tävling på 200 m och stafett 4x100 m år 2017 samt svensk mästarinna på 60 m och 200 m. Statistiketta 60 m inomhus år 2020.

## Författare inom Finnmarken och Dan Andersson
Redan år 1979 erhöll Nils Holmdahl Dalarnas läns landstings kulturstipendium.
Sen början av 1980-talet har Holmdahl skrivit flera böcker och ca 100 artiklar 1970–2020 i press, årsböcker och periodika om Finnmarken och Dan Andersson.
Dan Andersson-sällskapets Dan Andersson-pris år 2012 gick till Nils Holmdahl. Nils Parling Sällskapets Nils Parling-pris tilldelades Nils Holmdahl år 2015.